# Преходни говори
Преходните говори, класифицирани понякога не съвсем точно като торлашки диалекти или торлашки диалект (на сръбски: Торлачки дијалект или Torlački dijalekt) е общо наименование, използвано от езиковедите и диалектолозите за обозначение на диалекти в Източна Сърбия, някои части на Косово, североизточната част на Северна Македония (Крива паланка, Кратово, Куманово), Северозападна и Западна България (Белоградчик, Годеч, Драгоман, Трън, Брезник), както и на говора на малките общности на карашовените в Румъния и гораните в Косово и Албания (вижте нашински).

## Особености
Преходните говори са част от групата на западните български говори, като се разграничават от тях по редица особености, много от тях характерни и за диалектите на сръбския език, най-вече на съседните косовско-ресавски говори.

### Разлики с другите западни български говори
Двете главни и най-последователни особености на преходните говори, отличаващи ги от другите западни говори, са рефлексът на праславянските фонеми *tj и *dj в ч и дж (вместо в щ и жд, както в повечето български диалекти) и рефлексът на старобългарската голяма носовка думите в у (вместо в ъ или а, както в останалите български диалекти). По тази причина те са наричани понякога у-говори или ч-говори.
Рефлексът на ѫ в у (муж, бу̀дем, гу̀ска) във всички положения на фонемата е обща характеристика на преходните говори, като само в крайните южни райони и сред преселниците от Белоградчишко в Северозападна България звукът е частично заменен с ъ или а.
Други разлики с останалите западни говори, общи със сръбския, са:
- Рефлекс на старобългарската фонема ь в ъ, вместо обичайното за повечето западни говори е (овъ̀с, венъ̀ц, бѐдън, петъ̀л, оцъ̀т)[2]
- Окончание на глаголите в сегашно време от първо лице множествено число -мо[3]
- Окончание на глаголите в сегашно време от трето лице множествено число -у (су, еду, бежу) или -е (готве, кане, работе), вместо обичайното -ат/-ят (са, ядат, бягат, готвят, канят, работят)[4]
- Окончание на глаголите в минало свършено време от множествено число -мо/-сте/-ше (тук преходните говори запазват изчезналите в другите български говори различни в старобългарския окончания за свършено и несвършено време: -шѧ и -хѫ)[5]
- Три различни окончания на причастията и прилагателните в множествено число – -и, -е и -а[3]
- Окончание на съществителните от женски род в множествено число -е[3]
- Рефлекс на старобългарската представка въ- в у-, вместо обичайното в- (у̀знем, у̀зел, у̀же)[6]
- Лично местоимение за трето лице, единствено число, винителен падеж ньега/га и ню/ю(гю), вместо обичайното него/го и нея/я[7]

Специфична особеност на повечето преходни говори е определителният член за мъжки род – -ът/-ат, вместо преобладаващите в западните говори две форми -о и -ъ/-а. Само най-южните преходни говори използват определителен член -о, вероятно под влияние на съседните югозападни говори.
Други особености на преходните говори, които обаче се наблюдават и при други български говори, са:
- Преобладаващо разпространение на сричкотворно р вместо ър или ръ (бр̀до, Вр̀бница, грбѝну) – характерно също за кюстендилския, дупнишкия, самоковския, елинпелинския, ботевградския и белослатинския говор[9]
- Широко разпространение на сричкотворно л вместо ъл или лъ (ябл̀ке, вл̀ци, вл̀ну) – характерно също за ботевградския говор[10]
- Частичен преход на сричкотворно л в у след лабиални съгласни (буа̀, вук, музем) – наличен също в кюстендилския, дупнишкия и самоковския говор[11]
- Преобразуване на старобългарската коренова група  в цър вместо в обичайното чер (црвен, црно, црга) – характерно също за кюстендилския, дупнишкия, самоковския и част от софийския говор[12]
- Предлог у вместо обичайното в – изглежда навлязъл от преходните в други говори, като кюстендилския, дупнишкия, софийския, видинско-ломския, врачанския и част от белослатинския говор[6]
- Частицата за образуване на бъдеще време че вместо обичайното ще – навлязла от преходните в други говори, като кюстендилския, софийския, видинско-ломския, врачанския, белослатинския, ботевградския и част от дупнишкия говор[13]
- Почти пълно изчезване на звука х (а̀пе, улѐзнаа, одъ̀ну, прея̀до) – редукцията на х е широко разпространена в западните говори, но в такава степен се наблюдава само във видинско-ломския говор, вероятно под влияние на съседните преходни говори[14]
- Показателни местоимения ов/ова/ово – характерни и за югозападните говори[15]

### Разлики със сръбските говори
Преходните говори се отличават от сръбските говори по редица особености, които споделят с българските говори:
- Подобно на останалите български говори, преходните говори използват категорията определеност на имената, означавана със задпоставен определителен член.[3] Трънският говор има и тройна членна форма за отдалеченост -ът/-та/-то за обща определеност, -ъв/-ва/-во за близка определеност и -ън/-на/-но за далечна определеност.
- Наличие на експираторно ударение[16]
- Сричкотворно л, понякога изменяно в ъл или лъ, вместо вокализиране в у или о (ябл̀ке, вл̀ци, вл̀ну)[10]

### Отпадане на падежните окончания
Книжовният български и литературният македонски (македонска българска книжовна норма) са единствените два съвременни кодифицирани славянски езика (езикови норми), при които изцяло е отпаднала падежната система и почти всички съществителни се употребяват в един падеж. Така стоят нещата и с у-говорите (наричани от сърбохърватските югославски учени старощокавски диалекти) – в северозападните райони творителният падеж преминава в родителен, местният падеж и родителният на свой ред преминават в именителен. Още по на юг всички падежни окончания изчезват и значението се определя единствено от предлози.

## Класификация
Преходни говори
- Белоградчишко-трънски говори
  - Белоградчишки говор
  - Царибродски говор
  - Брезнишки говор
  - Трънски говор
  - Босилеградски говор

- Призренско-тимошки говори
  - Призренско-южноморавски говори
    - Призренско-джаковски говор
    - Гнилянско-врански говор
    - Лесковацко-алексинацки говор

  - Свърлижко-заплански говори
    - Свърлижки говор
    - Заплански говор

  - Тимошко-лужнишки говори
    - Тимошки говор
    - Белопаланско-пиротски говор
    - Лужнишки говор
    - Власински говор

- Северни македонски говори
  - Западни северни македонски говори
    - Долноположки говор
    - Скопскоцърногорски говор

  - Източни северни македонски говори
    - Кумановски говор
    - Кратовски говор
    - Кривопалански говор
    - Овчеполски говор

- Карашовенски говор
- Нашински говор

## Отношение към българския и сръбския език
Класификацията на у-говорите към български, или по-рано сърбохърватски (сърбохърватскословенски), а сега сръбски език, е не само научен, но и политически въпрос.

### Сръбски лингвисти
Още кодификаторът на модерния сръбски език Вук Караджич в началото на XIX век обръща внимание на торлашкия говор и пише в своя „Сръбски речник“: „Торлак – човјек који нити говори чисто Српски ни Бугарски“.
По-рано някои лингвисти в Сърбия класифицират у-говорите за четвърти диалект на сърбохърватския език (заедно с щокавския, чакавския и кайкавския), а сега – като втори (заедно с щокавския) диалект на сръбския език. Други лингвисти (като Милан Решетар, Павле Ивич и Далибор Брозович – само косовско-ресавския говор) класифицират у-говорите като стар щокавски диалект, под имената косовско-ресавски диалект и призренско-тимошки диалект, защото някои поддиалекти използват думата що за какво (но това е характерно също и за диалектния континуум в днешна България и Северна Македония). От друга страна някои групи у-говорни поддиалекти използват думата кво, кикво или ко (сравни книжовно българско какво).

### Български лингвисти
Българските лингвисти, фокусирайки се само върху разпространението на у-говорите на територията на България и Западните покрайнини, го класифицират като западнобългарски говор под името белоградчишко-трънски (Рангел Божков и други). На територията на България са обособени белоградчишки, годечки, трънски и други подговори. Като наименование, обхващащо у-говорната територия в Сърбия и Косово, се използват термините призренско-тимошки говор и косовско-моравски говор.
Стефан Младенов определя тези говори като преходни у-говори, които представляват преход от български към сръбски език, но все пак български по отношение на по-голямата част от своите характеристики.
Кръсте Мисирков определя западната граница на тези у-говори така: „Това е линията, която захваща от десния бряг на река Сава, върви на юг по водораздела на Колубара и Морава, след това по тоя на Сръбска Морава и Ибър към Шкодра и Адриатическо море“.
Според професор Беньо Цонев и Гаврил Занетов, които изследват тези говори по време на Първата световна война, когато почти цялото Поморавие е част от България, в границите на диалектния континуум влиза и районът на Пожаревац (Пожаревъц) с цялото поречие на река Велика Морава (Обща Морава), включително Крушевац (Крушевъц), Смедерево, региона на Левоч, и другите леви притоци на Велика Морава (само по долните течения в долноморавската котловина). Поради това по-старите сръбски автори наричат косовско-моравското наречие – левачки говор.
Стойко Стойков нарича диалектите „преходни говори“ и смята, че те оформят „постепенен преход от български към сръбски език“, като границата между езиците е държавната граница отпреди 1918 година – т.е. подговорите трънски, брезнишки, белоградчишки, западно-берковски, царибродски и босилеградски са български, а княжевацкият, пиротският, лесковацкият и вранският – сръбски, но професор Стойков при това си определяне работи в условията на тоталитарен комунистически режим с цензура в България (9 септември 1944 – 10 ноември 1989). Според Стойков: 
| „ | Говорите по западната българска граница, които ние наричаме „преходни“, през последните няколко десетилетия бяха обект на великобългарския и великосръбския шовинизъм. Българските и сръбските политици се стараеха с помощта на диалектологията да доказват, че говорите в пограничните области са чисто български или чисто сръбски. При това българските езиковеди поставяха границите на българския език далеч на запад – от устието на р. Тимок през Зайчар, Болевац, Сталац, Прищина до Призрен. А сръбските езиковеди смятаха за източна граница на сръбски език р. Искър и дори ятовата граница. | “ |

### Общи черти със сръбския и българския книжовен език
Професор Беньо Цонев когато изследва косовско-моравския и призренско-тимошкия говор, констатира следните езикови особености:
- 1. Липса на сръбска падежна система, използват се само винителен падеж: „главу, руку“; или определителен член: „главуту, рукуту“,
- 2. Дателният падеж се изказва като в българския посредством частицата „на“ – „он йе на мою жену брат“,
- 3. Средно- и краесричното „л“ не преминава в „о“ както е в сръбски → длъго, а не дуго; пепело, а не пепео; сулза, а не суза,
- 4. Отсъства лабиалното меко „л“, напр. „здравье, гробье, снопье“ вместо сръбското „здравље, гробље, снопље“ (б.а. ср. българското Прокоп, Прокопие, „градът на Св. Прокопий“, със сръбската форма Прокупле, Поморавие вместо сръбското Поморавље),
- 5. Сравнителната степен се образува по български с частицата „по“, например „убав, по-убав“ а не „леп, леп-ше“,
- 6. Липсва инфинитивната глаголна форма и неопределителното наклонение, напр. „немой да лъжеш“,
- 7. Словното богатство е българско и идентично с това на другите западни български говори,
- 8. Употребата на определителен член (използва се и в западната половина на територията на преходните говори),
- 9. Изговорът на „ъ“ (произлизащ от старите ерове) се среща в цялата територия, вкл. и в северозападните райони, като отсъства в сръбски, където еквивалентът е „а“ – Лесковъц, Княжевъц,
- 10. Липса на тонално ударение, характерно за сръбски.

Общи черти със сръбския книжовен език:
- 1. Преминаването на големия юс в „у“ (бълг. „ъ“) – мука, муж,
- 2. В мн.ч. има родово различие, „добри човеци“, „добре жене“, „добра села“,
- 3. Личното местоимение се изговаря „га“ вместо „го“,
- 4. в 1 лице мн.ч. глаголите завършват на „мо“ вместо на „ме“, както е в български,
- 5. Наличие на „ч“ и „дж“ на мястото на българските „щ“ и „жд“ (ноч-нощ, меджа-межда и т.н.),
- 6. Наличие на падежи (макар и в по-опростен и мек вид от стандартния сръбски) – за северозападните говорни райони,
- 7. Местоимението в 1 лице, мн.ч. е „ми“ (бълг. „ние“), а в ед. ч. е „я“ (бълг. „аз“) – но последното е характерно за всички западни български говори,
- 8. Преминаване на „чр-“ в „цр“ – црвен, црво,
- 9. Преминавене на „въ“ в „у“ – уже (бълг. „въже“),
- 10. Наличие на метатеза на „вс“ – „све“ (бълг. „все“, „всички“),

В заключение Беньо Цонев обобщава, че косовско-моравското и призренско-тимошкото наречие е два пъти повече българско, отколкото сръбско. Според него западната граница на българската езикова територия върви по западния бряг на река Велика Морава, достига западно от Крушевац, пресича планините Ястребац и Копалник (Копаоник) и отива към Прищина и Призрен. На юг от Призрен „захваща“ македонския говор на т.нар. „торбеши“ или призренски помаци (т.е. гораните). Областите Люма и Дебър са изцяло албански, въпреки че селищата носят български имена, но на запад от Дебър остават българските помашки села Търново, Себище, Борово, Стеблево (в областта Голо Бърдо). От планината Ябланица (до Голо Бърдо) на юг границата върви почти по западния бряг на Охридското езеро където продължава по западния склон на планината Грамос, като завива към Хрупища, Костенарията (Костурско), достига Кожани и оттук по река Бистрица, през Бер, достига до Солунския залив. Също така се забелязва, че за косовско-моравското наречие са характерни турцизми използвани и в останалите български говори, но нетипични за сръбски и обратно, липсват сръбските „турцизми“ като: „пиринач“ – ориз, „басамак“ – перила (от тур. basamak – стъпало, стълба), „мердевен“ – стълба, „кашика“ – лъжица, „ястук“ – възглавница, „сирка“ – оцет.
В косовско-моравското наречие има чуждици, типични за останалите българските говори, но нехарактерни за сръбските: порта, дисаги, фтаса, балдисал, ерген, серкме, (х)атър, бозгун, нишан, саба(х)ле, башкá, борч, и др. Също се употребяват и турцизми, с прибавен суфикс „-лък“ отсъстващ в сръбски, напр. касаплък, комшилък, ра(х)атлък, кованлък, както и български думи със същия суфикс: дечурлък, рибарлък, юнаклък, патлък (патило), кожарлък.